# Куэн-Хедервари, Карой
Граф Карой Куэн-Хедервари де Хедервар (венг. gróf Khuen-Héderváry de Hédervár Károly, урожд. Карой Куэн де Белаш, венг. Khuen de Belás Károly; 23 мая 1849, Бад-Грефенберг (ныне в составе города Есеник, Чехия) — 16 февраля 1918, Будапешт) — венгерский государственный деятель, премьер-министр Королевства Венгрия (1903, 1910—1912).

## Биография
Родился в семье крупных землевладельцев. Он был первенцем из семерых детей графа Антона III Куэн-Белаши и баронессы Анхелики Изденчи де Моностор. В 1873 г., после смерти дальнего родственника по материнской линии, графа Хедервари, Карой унаследовал его поместья и фамилию, именуясь с тех пор графом Кароем Куэн-Хедервари.
После окончания Загребского университета работал в местном суде. Затем перешел на государственную службу, в 1882 г. был назначен баном комитата Дьёр. При этом владел обширными землями в Славонии. 
В начале 1870-х гг. граф Карой был выбран в ландтаг Хорватии, а последним делегирован в венгерский рейхстаг. В 1881—1883 гг. был губернатором комитата Дьёр. В 1883 г. был назначен баном Хорватии, Славонии и Далмации. На этом посту провел крупные реформы в сферах государственного управления и образования. Поступательно развивалась экономика, транспортная и железнодорожная инфраструктура, система электрификации. Происходил рост в промышленности и сельском хозяйстве.
Однако его основной целью, которую поставил император, было недопущение усиления автономии на управляемых территориях. 
По сообщению Энциклопедии Брокгауза и Ефрона,

в этой должности он проявил себя верным слугой короны и энергичным администратором, но возбудил ненависть всех более или менее передовых элементов народа. Конфискации газет и книг практиковались им широко и смело, стеснения свободы собраний — тоже.

С именем Хедервари связана также политика жёсткой мадьяризации преимущественно славянских территорий, находившихся под его управлением. Ввел ограничения свободы печати и юрисдикции присяжных, поставив под свой контроль судебную систему. Тем не менее, он получил поддержку от католической церкви и сербского меньшинства. В ответ на эту поддержку сербы были непропорционально назначены на многие управленческие должность. За счет стимулирования сербо-хорвартских противоречий ему также удавалось ослаблять общие стремления к независимости.
В 1888 г. он утвердил новый избирательный закон, согласно которому право на участие в голосовании имели только самые богатые (2 % населения). Женщины были лишены избирательного права, а право голоса определялось на основе переписи имущества и налогов. Закон предоставил возможность голосовать иностранным должностным лицам, работающим в хорватских государственных учреждениях, в основном венграм. Выборы проходили под лозунгом «Поддержание порядка и мира» в условиях давления и насилия в отношении оппозиции и под надзором полиции.
В 1894 г. в рамках курса на мадьяризацию общества он ввел венгерский язык в качестве обязательного предмета во всех хорватских гимназиях и предоставил возможность для создания венгерских школ. Одновременно постоянно оказывал давление на Академию наук и искусств Хорватии и Загребский университет и затруднял их работу. 
Отдельное недовольство вызывала финансовая зависимостью от Венгрии, и когда венгерский парламент в 1903 г. отклонил просьбу об улучшении финансовых условий для  Хорватии, то в Загребе было организовано публичное собрание и по стране прокатилась волна протестов. В конечном счёте, как этнократическая политика, так и сильная запутанность действий его руководства в финансовой сфере, привели в 1903 г. к широким народным волнениям в Хорватии. В результате коих, в области было введено военное положение, а Хедервари отставлен со своего поста.
Однако, благоволивший к Куэну-Хедервари император и король Франц Иосиф I в том же 1903 году предложил ему повторно (после неудачной попытки 1894 года) сформировать правительство Венгрии. Однако он, заняв пост министра-президента, удержался во главе кабинета всего несколько месяцев, поскольку не смог решить зада стабилизации обстановки в стране и неудачно провел переговоры по корректировке Австро-венгерского соглашения. Одновременно разгорелся скандал с обвинениями в адрес премьер-министра в подкупе представителей Партии независимости, в результате чего он вынуждено лишился ее поддержки. 
Неоднократно занимал должности в правительстве страны: министр внутренних дел (1903, 1910—1912), министр при королевском дворе (1903, 1904—1905 и 1910—1912), министр по делам Хорватии, Славонии и Далмации Королевства Венгрия (1910—1912), в большей части совмещал эти посты с позицией премьер-министра. 
29 июля депутат Пап (от партии Кошута) заявил, что правительство через подставное лицо предложило ему 10000 крон за отказ от оппозиции; он деньги принял, чтобы иметь в руках доказательство, и теперь кладёт их на стол палаты. Через несколько дней губернатор города Фиуме, Ласло Сапари (личный друг Хедервари), сознался, что подкуп был им совершён без ведома министра-президента. Партия независимости потребовала назначения следственной комиссии; Хедервари согласился, явился в комиссию для дачи показаний и был оправдан ею; все-таки 10 августа он должен был подать в отставку. 
После попыток составить новый кабинет с другим лицом во главе, во время которых старый кабинет Хедервари сохранял свои портфели, король 22 сентября вновь обратился к Хедервари, который исполнил поручение, но и это правительство удержалось очень недолго. В Венгрии господствовало сильное недовольство, вызванное приказом короля, которым подчеркивалось единство австрийской и венгерской армий. Куэн-Хедервари произнес в венгерском парламенте речь в защиту Кёрбера и австрийской политики. Эта речь привела к его падению. В конце сентября он подал в отставку, продолжая исполнять свои обязанности до образования кабинета Иштвана Тисы (30 октября 1903 г.). В 1904—1905 гг. Хедервари занимал в этом правительстве министерский пост.
В 1910 г. вместе с Тисой основал Партию национальных рабочих и с 1913 по 1918 г. занимал пост ее председателя.
Повторно находился во главе венгерского кабинета министров в 1910—1912 гг. Не имея устойчивой парламентской поддержки во главе «правительства меньшинства», пытался избегать радикальных решений. Однако вследствие острых дебатов по вопросу финансирования армии и флота был вынужден подать в отставку. Еще одним фактором стали массовые выступления рабочих, выступавших в поддержку предложения социал-демократов о введении всеобщего избирательного права. Обеспокоенный этой ситуацией император, принял решения поставить во главе правительства Иштвана Тису.
В 1915 г. он был избран почетным членом Венгерской академии наук. Также являлся президент Венгерского ипотечного кредитного банка.

## Награды и звания
Был награжден австрийским орденом Железной короны (1885), рыцарским орденом Золотого руна (1891) и Большим Крестом венгерского Королевского ордена Святого Стефана (1910).